# Campeonato Mundial de Atletismo de 2017 - 800 m feminino
A competição dos 800 metros feminino no Campeonato Mundial de Atletismo de 2017 foi realizada no Estádio Olímpico de Londres nos dias 10, 11 e 13 de agosto. Caster Semenya da África do Sul levou a  medalha de ouro. 

## Recordes
Antes da competição, os recordes eram os seguintes:
| Recorde mundial                               | Jarmila Kratochvílová (TCH) | 1:53.28 | Munique, Alemanha Ocidental | 26 de julho de 1983   |
| Recorde do campeonato                         | Jarmila Kratochvílová (TCH) | 1:54.68 | Helsínquia, Finlândia       | 9 de agosto de 1983   |
| Melhor marca do ano                           | Caster Semenya (RSA)        | 1:55.27 | Mônaco                      | 21 de julho de 2017   |
| Recorde africano                              | Pamela Jelimo (KEN)         | 1:54.01 | Zurique, Suiça              | 29 de agosto de 2008  |
| Recorde asiático                              | Liu Dong (CHN)              | 1:55.54 | Pequim, China               | 9 de setembro de 1993 |
| Recorde da América do Norte, Central e Caribe | Ana Fidelia Quirot (CUB)    | 1:54.44 | Barcelona, Espanha          | 9 de setembro de 1989 |
| Recorde sul-americano                         | Letitia Vriesde (SUR)       | 1:56.68 | Gotemburgo, Suécia          | 13 de agosto de 1995  |
| Recorde europeu                               | Jarmila Kratochvílová (TCH) | 1:53.28 | Munique, Alemanha Ocidental | 26 de julho de 1983   |
| Recorde da Oceania                            | Toni Hodgkinson (NZL)       | 1:58.25 | Atlanta, Estados Unidos     | 7 de julho de 1996    |

Os seguintes recordes foram estabelecidos durante esta competição: 
| Recorde             | Tempo   | Atleta         | Nacionalidade | Data                 |
| ------------------- | ------- | -------------- | ------------- | -------------------- |
| Melhor marca do ano | 1:55.16 | Caster Semenya | África do Sul | 13 de agosto de 2017 |

## Medalhistas
| Ouro                 | Prata                    | Bronze            |
| Caster Semenya (RSA) | Francine Niyonsaba (BDI) | Ajeé Wilson (USA) |

## Tempo de qualificação
| Tempo de qualificação |
| --------------------- |
| 2:01.00               |

## Calendário
| Data                 | Horário | Fase          |
| -------------------- | ------- | ------------- |
| 10 de agosto de 2017 | 19:25   | Eliminatórias |
| 11 de agosto de 2017 | 19:35   | Semifinais    |
| 13 de agosto de 2017 | 20:10   | Final         |

Todos os horários estão no horário local (UTC+1)

## Resultados

### Eliminatórias
Qualificação: Três primeiros de cada bateria (Q) e os seis melhores tempos (q) 
| Pos. | Série | Raia | Atleta                  | Nacionalidade    | Tempo   | Notas                |
| ---- | ----- | ---- | ----------------------- | ---------------- | ------- | -------------------- |
| 1    | 6     | 5    | Francine Niyonsaba      | Burundi          | 1:59.36 | Q                    |
| 2    | 6     | 7    | Habitam Alemu           | Etiópia          | 1:59.57 | Q                    |
| 3    | 6     | 9    | Selina Büchel           | Suíça            | 1:59.73 | Q                    |
| 4    | 6     | 3    | Adelle Tracey           | Grã-Bretanha     | 1:59.78 | q,                   |
| 5    | 1     | 6    | Ajeé Wilson             | Estados Unidos   | 2:00.02 | Q                    |
| 6    | 4     | 4    | Margaret Wambui         | Quênia           | 2:00.25 | Q                    |
| 7    | 2     | 3    | Angelika Cichocka       | Polónia          | 2:00.36 | Q,                   |
| 8    | 1     | 4    | Noélie Yarigo           | Benim            | 2:00.49 | Q,                   |
| 9    | 4     | 6    | Lynsey Sharp            | Grã-Bretanha     | 2:00.54 | Q                    |
| 10   | 2     | 5    | Melissa Bishop          | Canadá           | 2:00.61 | Q                    |
| 11   | 6     | 4    | Christina Hering        | Alemanha         | 2:00.63 | q                    |
| 12   | 1     | 7    | Eglė Balčiūnaitė        | Lituânia         | 2:00.71 | Q,                   |
| 13   | 6     | 2    | Hanna Hermansson        | Suécia           | 2:00.75 | q                    |
| 14   | 2     | 9    | Shelayna Oskan-Clarke   | Grã-Bretanha     | 2:00.80 | Q                    |
| 15   | 3     | 7    | Caster Semenya          | África do Sul    | 2:00.83 | Q                    |
| 16   | 3     | 2    | Rose Mary Almanza       | Cuba             | 2:00.93 | Q                    |
| 17   | 1     | 2    | Sanne Verstegen         | Países Baixos    | 2:01.00 | q                    |
| 18   | 3     | 8    | Joanna Jóźwik           | Polónia          | 2:01.01 | Q                    |
| 19   | 2     | 6    | Brenda Martinez         | Estados Unidos   | 2:01.03 | q                    |
| 20   | 6     | 6    | Gena Löfstrand          | África do Sul    | 2:01.23 | q                    |
| 21   | 3     | 3    | Angie Petty             | Nova Zelândia    | 2:01.26 |                      |
| 22   | 3     | 6    | Natoya Goule            | Jamaica          | 2:01.77 |                      |
| 23   | 4     | 7    | Halimah Nakaayi         | Uganda           | 2:01.80 | Q                    |
| 24   | 4     | 9    | Maryna Arzamasova       | Bielorrússia     | 2:01.92 | Recorde da temporada |
| 25   | 4     | 2    | Mahlet Mulugeta         | Etiópia          | 2:02.04 |                      |
| 26   | 4     | 8    | Olha Lyakhova           | Ucrânia          | 2:02.07 |                      |
| 27   | 2     | 4    | Esther Guerrero         | Espanha          | 2:02.22 |                      |
| 28   | 3     | 4    | Brittany McGowan        | Austrália        | 2:02.25 |                      |
| 29   | 1     | 8    | Winnie Nanyondo         | Uganda           | 2:02.65 |                      |
| 30   | 2     | 2    | Emily Cherotich Tuei    | Quênia           | 2:02.70 |                      |
| 31   | 5     | 6    | Charlene Lipsey         | Estados Unidos   | 2:02.74 | Q                    |
| 32   | 4     | 3    | Yusneysi Santiusti      | Itália           | 2:02.75 |                      |
| 33   | 5     | 2    | Hedda Hynne             | Noruega          | 2:02.85 | Q                    |
| 34   | 5     | 7    | Dorcus Ajok             | Uganda           | 2:02.98 | Q                    |
| 35   | 1     | 3    | Kore Tola               | Etiópia          | 2:03.01 |                      |
| 36   | 4     | 5    | Lindsey Butterworth     | Canadá           | 2:03.19 |                      |
| 37   | 5     | 9    | Aníta Hinriksdóttir     | Islândia         | 2:03.45 |                      |
| 38   | 5     | 5    | Georgia Griffith        | Austrália        | 2:03.54 |                      |
| 39   | 3     | 5    | Annie LeBlanc           | Canadá           | 2:04.06 |                      |
| 40   | 5     | 3    | Síofra Cléirigh Büttner | Irlanda          | 2:06.54 |                      |
| 41   | 2     | 8    | Lora Storey             | Austrália        | 2:07.17 |                      |
| 42   | 1     | 5    | Johana Arrieta          | Colômbia         | 2:07.36 |                      |
| 43   | 2     | 7    | Nimali Liyanarachchi    | Sri Lanka        | 2:08.49 |                      |
| 44   | 5     | 4    | Kimarra McDonald        | Jamaica          | 2:09.19 |                      |
| 45   | 6     | 8    | Rose Lokonyen           | Equipe refugiada | 2:20.06 | Recorde da temporada |
| 46   | 1     | 9    | Lovisa Lindh            | Suécia           | DNS     |                      |
| 46   | 5     | 8    | Eunice Sum              | Quênia           | DNS     |                      |

### Semifinais
Qualificação: Dois primeiros de cada bateria (Q) e os dois melhores tempos (q).
| Pos. | Série | Raia | Atleta                | Nacionalidade  | Tempo   | Notas                |
| ---- | ----- | ---- | --------------------- | -------------- | ------- | -------------------- |
| 1    | 2     | 6    | Caster Semenya        | África do Sul  | 1:58.40 | Q                    |
| 2    | 1     | 4    | Ajeé Wilson           | Estados Unidos | 1:58.71 | Q                    |
| 3    | 2     | 3    | Angelika Cichocka     | Polónia        | 1:58.82 | Q,                   |
| 4    | 2     | 7    | Charlene Lipsey       | Estados Unidos | 1:58.85 | q                    |
| 5    | 2     | 5    | Lynsey Sharp          | Grã-Bretanha   | 1:58.97 | q                    |
| 6    | 1     | 7    | Melissa Bishop        | Canadá         | 1:59.06 | Q                    |
| 7    | 1     | 3    | Noélie Yarigo         | Benim          | 1:59.24 | Recorde da temporada |
| 8    | 1     | 6    | Rose Mary Almanza     | Cuba           | 1:59.29 |                      |
| 9    | 2     | 4    | Selina Büchel         | Suíça          | 1:59.35 |                      |
| 10   | 1     | 8    | Hedda Hynne           | Noruega        | 1:59.38 |                      |
| 11   | 1     | 9    | Adelle Tracey         | Grã-Bretanha   | 1:59.76 | Recorde pessoal      |
| 12   | 1     | 2    | Hanna Hermansson      | Suécia         | 1:59.93 | Recorde pessoal      |
| 13   | 2     | 2    | Eglė Balčiūnaitė      | Lituânia       | 1:59.98 | Recorde da temporada |
| 14   | 1     | 5    | Habitam Alemu         | Etiópia        | 2:00.19 |                      |
| 15   | 2     | 9    | Sanne Verstegen       | Países Baixos  | 2:00.42 |                      |
| 16   | 3     | 5    | Francine Niyonsaba    | Burundi        | 2:01.11 | Q                    |
| 17   | 3     | 7    | Margaret Wambui       | Quênia         | 2:01.19 | Q                    |
| 18   | 3     | 4    | Brenda Martinez       | Estados Unidos | 2:01.31 |                      |
| 19   | 3     | 2    | Halimah Nakaayi       | Uganda         | 2:01.74 |                      |
| 20   | 3     | 6    | Joanna Jóźwik         | Polónia        | 2:01.91 |                      |
| 21   | 2     | 8    | Dorcus Ajok           | Uganda         | 2:02.00 |                      |
| 22   | 3     | 8    | Shelayna Oskan-Clarke | Grã-Bretanha   | 2:02.26 |                      |
| 23   | 3     | 9    | Christina Hering      | Alemanha       | 2:02.69 |                      |
| 24   | 3     | 3    | Gena Löfstrand        | África do Sul  | 2:03.67 |                      |

### Final
A final da prova ocorreu dia 9 de agosto às 21:50. 
| Pos.              | Raia | Atleta             | Nacionalidade  | Tempo   | Notas               |
| ----------------- | ---- | ------------------ | -------------- | ------- | ------------------- |
| Medalha de ouro   | 4    | Caster Semenya     | África do Sul  | 1:55.16 | Melhor marca do ano |
| Medalha de prata  | 7    | Francine Niyonsaba | Burundi        | 1:55.92 |                     |
| Medalha de bronze | 5    | Ajeé Wilson        | Estados Unidos | 1:56.65 |                     |
| 4                 | 9    | Margaret Wambui    | Quênia         | 1:57.54 |                     |
| 5                 | 6    | Melissa Bishop     | Canadá         | 1:57.68 |                     |
| 6                 | 3    | Angelika Cichocka  | Polónia        | 1:58.41 | Recorde pessoal     |
| 7                 | 8    | Charlene Lipsey    | Estados Unidos | 1:58.73 |                     |
| 8                 | 2    | Lynsey Sharp       | Grã-Bretanha   | 1:58.98 |                     |

Legenda
| Recorde mundial       | Recorde mundial (World record)               |                       | Recorde africano                      | Recorde africano (African) |                                           | Q | Classificado por posição (Qualified) |
| Recorde do campeonato | Recorde do campeonato (Championship record)  | Recorde da América    | Recorde da América (Americas)         | q                          | Classificado por melhor tempo (Qualified) |   |                                      |
| Melhor marca do ano   | Melhor marca do ano (World leading)          | Recorde asiático      | Recorde asiático (Asian)              | DNS                        | Não largou (Did not start)                |   |                                      |
| Recorde nacional      | Recorde nacional (National record)           | Recorde europeu       | Recorde europeu (European)            | DNF                        | Não terminou (Did not finish)             |   |                                      |
| Recorde pessoal       | Recorde pessoal do atleta (Personal best)    | Recorde da Oceania    | Recorde da Oceania (Oceania)          | DSQ / DQ                   | Desclassificado (Disqualified)            |   |                                      |
| Recorde da temporada  | Recorde da temporada do atleta (Season best) | Recorde sul-americano | Recorde sul-americano (South America) | NM                         | Sem marca (No mark)                       |   |                                      |